# Campoplex ocellanae
Campoplex ocellanae är en stekelart som beskrevs av Horstmann 1993. Campoplex ocellanae ingår i släktet Campoplex och familjen brokparasitsteklar. Inga underarter finns listade.